# Atletism la Jocurile Olimpice de vară din 2024 - Săritura în înălțime (feminin)

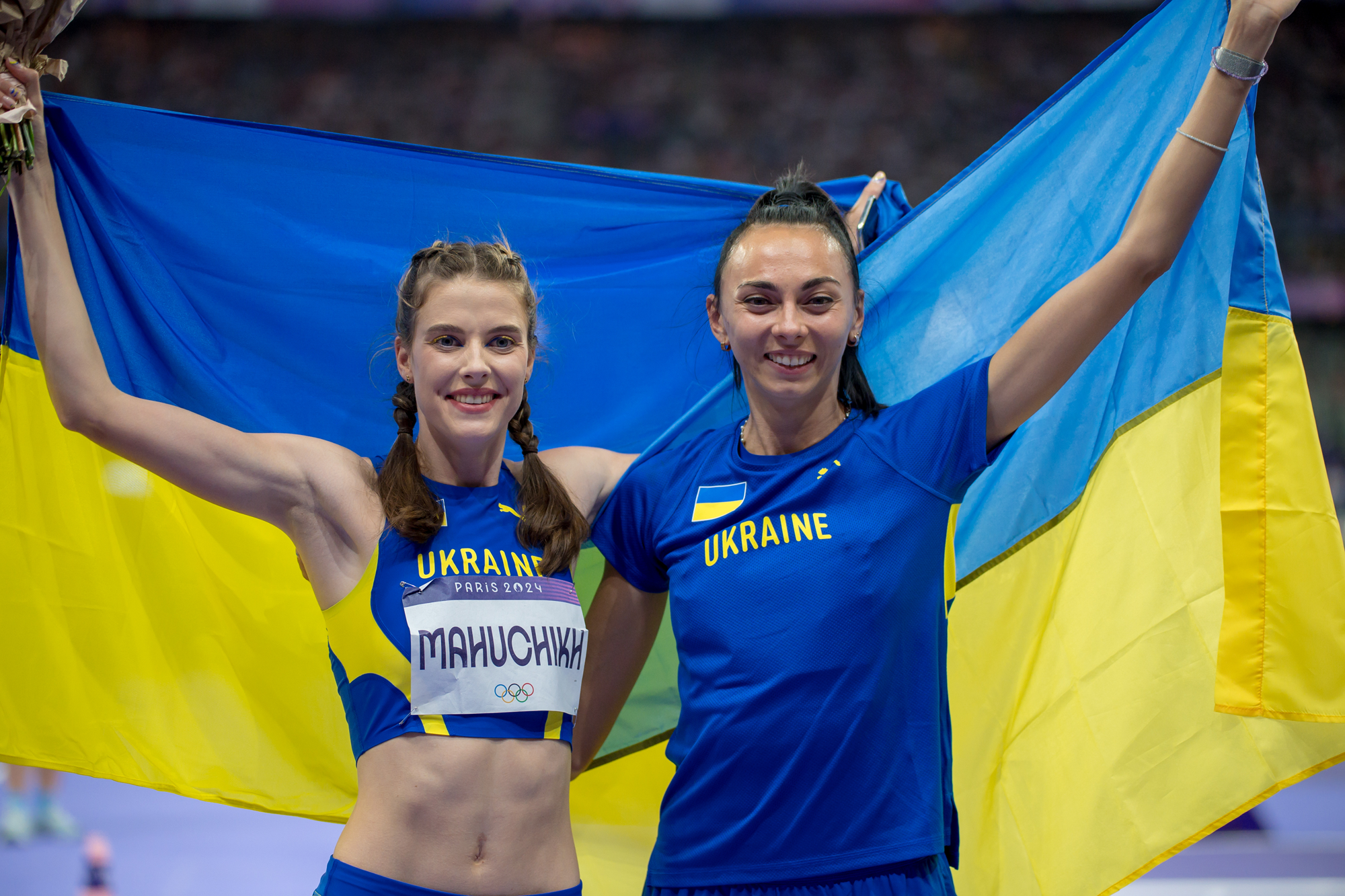
Iaroslava Mahucih (aur) și Irina Herașcenko (bronz)

Proba de atletism săritura în înălțime feminin de la Jocurile Olimpice de vară din 2024 a avut loc în perioada 2 - 4 august 2024 pe Stade de France.

## Recorduri
Înaintea acestei competiții, recordurile mondiale și olimpice erau următoarele:
| Record           | Atlet                   | Timp   | Loc           | Data           |
| ---------------- | ----------------------- | ------ | ------------- | -------------- |
| Recordul mondial | Iaroslava Mahucih (UKR) | 2,10 m | Paris, Franța | 7 iulie 2024   |
| Recordul olimpic | Elena Slesarenko (RUS)  | 2,06 m | Atena, Grecia | 28 august 2004 |

## Program
Orele sunt ora Franței (UTC+1) 
| Data                    | Oră   | Etapă      |
| ----------------------- | ----- | ---------- |
| Vineri, 2 august 2024   | 10:00 | Calificări |
| Duminică, 4 august 2024 | 18:30 | Finala     |

## Rezultate

### Calificări
S-au calificat în finală sportivele care au sărit la înălțimea de 1,97 m (C) sau atletele cu cele mai bune 12 rezultate (c).
| Loc | Grupă          | Atletă                | Țară                       | 1,83 | 1,88 | 1,92 | 1,95 | 1,97 | Înălțime | Note   |
| --- | -------------- | --------------------- | -------------------------- | ---- | ---- | ---- | ---- | ---- | -------- | ------ |
| 1   | A              | Iaroslava Mahucih     | Ucraina                    | –    | –    | o    | o    | r    | 1,95     | c      |
| 1   | B              | Nicola Olyslagers     | Australia                  | –    | o    | o    | o    | r    | 1,95     | c      |
| 3   | A              | Eleanor Patterson     | Australia                  | –    | o    | xo   | o    | r    | 1,95     | c, =SB |
| 4   | B              | Irina Herașcenko      | Ucraina                    | o    | o    | xo   | xo   | r    | 1,95     | c, =SB |
| 5   | B              | Safina Sadullayeva    | Uzbekistan                 | o    | o    | o    | xxo  | r    | 1,95     | c, SB  |
| 6   | A              | Christina Honsel      | Germania                   | o    | xo   | xo   | xxo  | r    | 1,95     | c, =SB |
| 7   | A              | Elena Kulichenko      | Cipru                      | o    | o    | o    | xxx  |      | 1,92     | c      |
| 8   | B              | Tatiana Gusin         | Grecia                     | o    | o    | xo   | xxx  |      | 1,92     | c      |
| 8   | B              | Nawal Meniker         | Franța                     | o    | o    | xo   | xxx  |      | 1,92     | c      |
| 8   | B              | Buse Savaşkan         | Turcia                     | o    | o    | xo   | xxx  |      | 1,92     | c, =PB |
| 11  | A              | Valdiléia Martins     | Brazilia                   | o    | xo   | xo   | xxr  |      | 1,92     | c, =RN |
| 12  | B              | Vashti Cunningham     | Statele Unite ale Americii | o    | xxo  | xxo  | xxx  |      | 1,92     | c      |
| 12  | A              | Angelina Topić        | Serbia                     | –    | xxo  | xxo  | xxx  |      | 1,92     | c      |
| 14  | B              | Imke Onnen            | Germania                   | xo   | xxo  | xxo  | xxx  |      | 1,92     |        |
| 15  | A              | Rachel Glenn          | Statele Unite ale Americii | o    | o    | xxx  |      |      | 1,88     |        |
| 15  | A              | Michaela Hrubá        | Cehia                      | o    | o    | xxx  |      |      | 1,88     |        |
| 15  | A              | Morgan Lake           | Marea Britanie             | o    | o    | xxx  |      |      | 1,88     |        |
| 15  | B              | Airinė Palšytė        | Lituania                   | o    | o    | xxx  |      |      | 1,88     |        |
| 19  | B              | Temitope Adeshina     | Nigeria                    | o    | xo   | xxx  |      |      | 1,88     |        |
| 19  | A              | Mirela Demireva       | Bulgaria                   | o    | xo   | xxx  |      |      | 1,88     |        |
| 19  | A              | Solène Gicquel        | Franța                     | o    | xo   | xxx  |      |      | 1,88     |        |
| 19  | A              | Elisaveta Matveeva    | Kazahstan                  | o    | xo   | xxx  |      |      | 1,88     |        |
| 19  | A              | Daniela Stanciu       | România                    | o    | xo   | xxx  |      |      | 1,88     | SB     |
| 24  | B              | Lamara Distin         | Jamaica                    | xo   | xo   | xxxx |      |      | 1,88     |        |
| 25  | A              | Rose Amoanimaa Yeboah | Ghana                      | xo   | xxo  | xxx  |      |      | 1,88     |        |
| 26  | B              | Elisabeth Pihela      | Estonia                    | o    | xxx  |      |      |      | 1,83     |        |
| 26  | B              | Lia Apostolovski      | Slovenia                   | o    | xxx  |      |      |      | 1,83     |        |
| 28  | B              | Nadejda Dubovițkaia   | Kazahstan                  | xo   | xxx  |      |      |      | 1,83     |        |
| 28  | B              | Ella Junnila          | Finlanda                   | xo   | xxx  |      |      |      | 1,83     |        |
| 28  | A              | Maryia Zhodzik        | Polonia                    | xo   | xxx  |      |      |      | 1,83     |        |
|     | A              | Panagiota Dosi        | Grecia                     | xxx  |      |      |      |      | FR       |        |
| B   | Iulia Levcenko | Ucraina               | xxx                        |      |      |      |      | FR   |          |        |

### Finala
| Loc | Atletă             | Țară                       | 1,86 | 1,91 | 1,95 | 1,98 | 2,00 | 2,02 | 2,04 | Înălțime | Note |
| --- | ------------------ | -------------------------- | ---- | ---- | ---- | ---- | ---- | ---- | ---- | -------- | ---- |
| 1   | Iaroslava Mahucih  | Ucraina                    | —    | o    | o    | o    | o    | xx-  | x    | 2,00     |      |
| 2   | Nicola Olyslagers  | Australia                  | —    | o    | o    | o    | xxo  | xxx  |      | 2,00     |      |
| 3   | Irina Herașcenko   | Ucraina                    | o    | o    | o    | xxx  |      |      |      | 1,95     | =SB  |
| 3   | Eleanor Patterson  | Australia                  | o    | o    | o    | xxx  |      |      |      | 1,95     | =SB  |
| 5   | Vashti Cunningham  | Statele Unite ale Americii | o    | xo   | o    | xxx  |      |      |      | 1,95     |      |
| 6   | Christina Honsel   | Germania                   | xo   | o    | xo   | xxx  |      |      |      | 1,95     | =SB  |
| 7   | Elena Kulichenko   | Cipru                      | o    | xo   | xxo  | xxx  |      |      |      | 1,95     |      |
| 7   | Safina Sadullayeva | Uzbekistan                 | o    | xo   | xxo  | xxx  |      |      |      | 1,95     | =SB  |
| 9   | Tatiana Gusin      | Grecia                     | o    | xxx  |      |      |      |      |      | 1,86     |      |
| 10  | Buse Savaşkan      | Turcia                     | xo   | xxx  |      |      |      |      |      | 1,86     |      |
| 11  | Nawal Meniker      | Franța                     | xxo  | xxx  |      |      |      |      |      | 1,86     |      |
| 12  | Valdiléia Martins  | Brazilia                   | r    |      |      |      |      |      |      | FR       |      |
| 13  | Angelina Topić     | Serbia                     |      |      |      |      |      |      |      | NS       |      |